# Bicicleta-fantasma
Uma bicicleta-fantasma

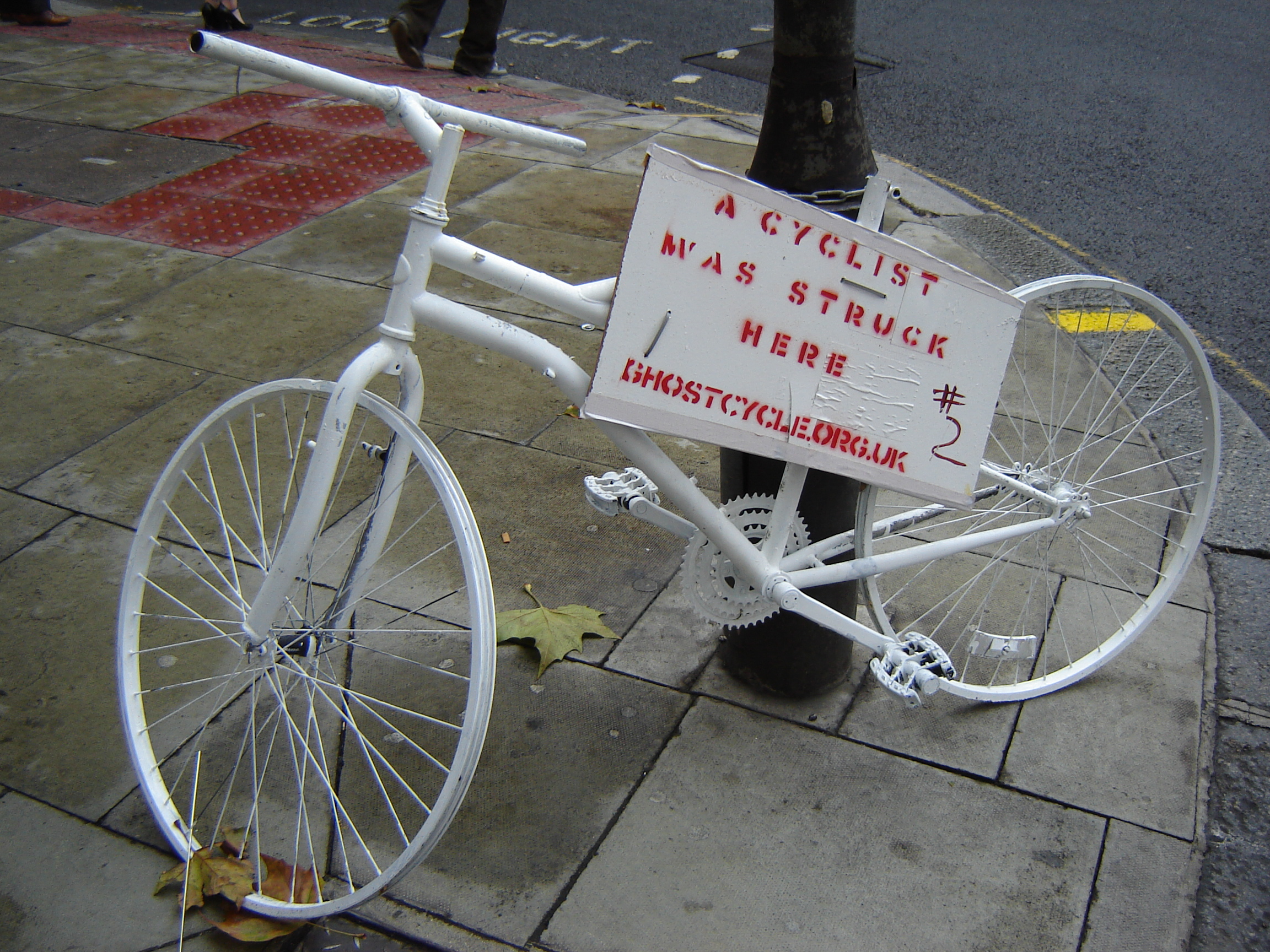
Uma bicicleta-fantasma em Londres, 2005

é uma bicicleta colocada no local onde um ciclista foi morto por um veículo motorizado. É ao mesmo tempo um memorial e um recado para os motoristas para compartilharem as estradas. Em geral, bicicletas-fantasmas são bicicletas velhas pintadas de branco e presas em algum objeto próximo ao local do acidente. Nas maioria dos casos uma placa é presa a bicicleta com o nome do ciclista morto, a causa da morte e a data do acidente como forma de homenagem.

## Em São Paulo

### Márcia Prado
No dia 14 de janeiro de 2009, a ciclista Márcia Regina de Andrade Prado foi atropelada por um ônibus na Avenida Paulista em São Paulo, sua morte gerou uma série de manifestações de luto e homenagens a ciclista. Dentre as homenagens, esteve a divulgação do Manifesto dos Invisíveis, redigido coletivamente em 2008 e assinado por diversos ciclistas (incluindo a Márcia), e a instalação de uma bicicleta-fantasma na avenida, próximo ao local em que Márcia foi atropelada. A bicicleta-fantasma foi a segunda a ser colocada em São Paulo e é simbólica por ter sido colocada na principal avenida da cidade.

### Juliana Dias
Em 2012, foi colocada uma segunda bicicleta-fantasma na mesma avenida por causa do atropelamento de Juliana Dias, a cerca de 30 metros do local onde Márcia Prado foi atropelada. Tal como Márcia, Juliana também era ativista e participava da Massa Crítica, um evento que ocorre mensalmente em São Paulo e em outras cidades do mundo para promover o uso de veículos não motorizados como meio de transporte.

## No Rio de Janeiro

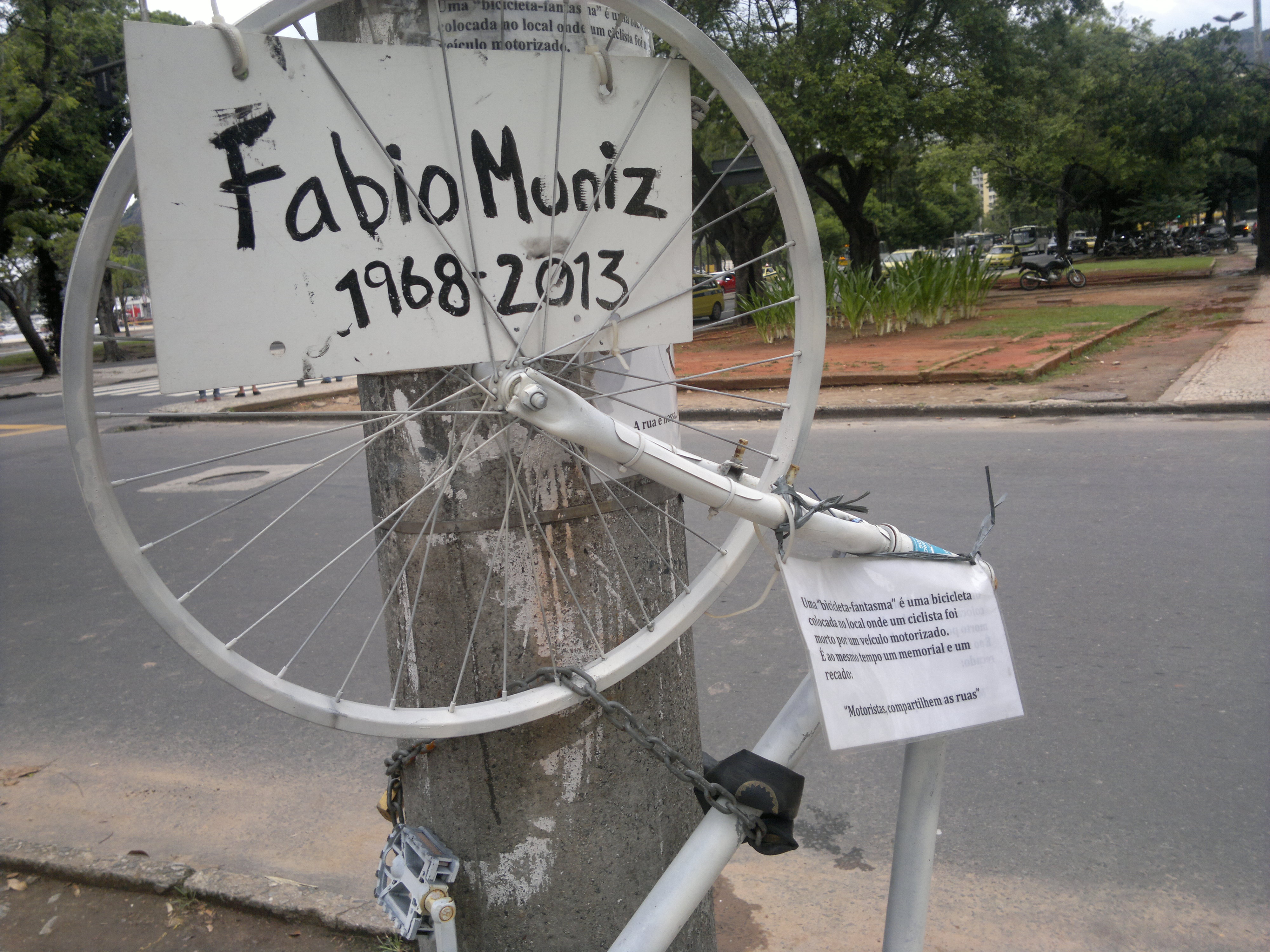
Bicicleta-fantasma de Fábio Muniz no Rio de Janeiro em 2013.

### Fábio Muniz
Uma bicicleta-fantasma foi instalada na Praia de Botafogo no Rio de Janeiro após o falecimento do ciclista Fábio Muniz da Silva Oliveira de 42 anos, que morreu atropelado por um carro no dia 20 de fevereiro de 2013.

## Em Florianópolis

### Rodrigo Lucianetti
Lucianetti foi atropelado na manhã de 03/08/2008 na Rodovia Maurício Sirotski Sobrinho, em Jurerê, enquanto treinava para uma prova de triatlo com um amigo, que também foi atingido, mas sobreviveu. Foi a primeira bicicleta-fantasma instalada na capital catarinense, em 09/08/2008.

### Rodrigo Wilmar da Costa
O jovem de 24 anos morreu dia 13/09/2008 em Canasvieiras, na SC-401 (Rodovia José Carlos Daux). Rodrigo trabalhava em um supermercado local e trafegava pelo ciclofaixa, próximo ao trevo de entrada do bairro. A homenagem foi instalada dia 27/09/2008, no km 6 da rodovia.

### Hector Cesar Galeano
Argentino residente em Canasvieiras, 54 anos, pedalava pela mesma ciclovia onde morreu Rodrigo da Costa, em 03/01/2012. Bicicleta-fantasma colocada em 12/02/2015.

### Emílio Delfino Carvalho de Souza
Estudante de Medicina da UFSC, 21 anos, foi atropelado dia 05/02/2012, enquanto pedalava pela SC-401, na altura do bairro João Paulo, sentido Norte da Ilha. Um colega estava com Emílio e sobreviveu. A bicicleta-fantasma foi instalada dia 11/02/2012, no km 18, apenas um dia antes da instalação da homenagem a Hector Galeano.

### José Lentz Neto
A bicicleta-fantasma em homenagem à José Lentz Neto foi instalada em Florianópolis, no dia 05/09/2012 a poucos metros da Universidade do Estado de Santa Catarina (Udesc), onde Neto trabalhava. O servidor, que estava prestes a se aposentar, foi atingido por uma moto enquanto se deslocava sentido Centro, dia 31/08/2012.

### Mário Augusto Fernandes
Operário da construção civil, 32 anos, morreu ao ser atropelado dia 03/12/2012, na SC-401, perto do trevo de entrada a Cacupé. O ciclista voltava do trabalho, em Jurerê, sentido Centro, mas a bicicleta-fantasma foi instalada na outra mão da rodovia, onde havia um poste que a deixasse visível.

### Lylyan Karlinski Gomes
A estudante de oceanografia da UFSC tinha 20 anos e ia para a aula quando houve uma colisão lateral com um ônibus do transporte público da Capital, derrubando-a da bicicleta. Ela chegou a ser atendida no Hospital Universitário, mas não resistiu. Dia 01/07/2013, na rotatória de entrada da UFSC.

### Everton Luis Machado
O rapaz de 22 anos morreu em 18/08/2013, na SC-401, perto do trevo de Ratones, sentido Norte da Ilha. Ele transitava pela ciclofaixa da rodovia a poucos metros de casa quando foi atropelado.

### João Victor de Abreu
A mais jovem vítima homenageada com uma bicicleta-fantasma na Capital. O menino de 10 anos morreu em 09/03/2014, no Rio Vermelho, bairro do Norte da Ilha. Ele ia visitar o pai, que vivia a 300 m de sua casa.

### Gabriel Serôa da Mota
Professor de química do Instituto Federal de Santa Catarina (IFSC) foi atingido por uma moto em 05/10/15, na Via Expressa Sul. Ele voltava para casa após passar o dia na praia do Campeche.

### Róger Bitencourt
O jornalista de 49 anos foi atropelado enquanto treinava com um grupo de ciclistas na ciclofaixa da SC-401, em 27/12/2015. Um colega de treino também foi atingido, mas sobreviveu. A bicicleta-fantasma foi instalada em 17/01/2016.

### Simoni Bridi
Simoni Bridi, 28, era funcionária de um restaurante no bairro Cachoeira do Bom Jesus e seguia de bicicleta elétrica pela ciclofaixa da SC-401 na madrugada de 24/01/2016, quando foi atingida por um condutor que fugiu do local sem prestar socorro. O atropelamento ocorreu no km 18 da rodovia. A bicicleta-fantasma foi colocada no local dia 14/02/2016.

### Fábio Pereira (Binho)
Fábio Pereira (Binho), 44 anos, voltava do mercadinho no Bairro Ribeirão da Ilha, pela calçada da Rodovia Baldicero Filomeno, no dia 25/8/2017, quando foi atingido por trás por um carro branco conduzido por uma condutora desatenta, ao celular. A rodovia supostamente passou por uma reforma em 2010 que incluía estrutura cicloviária, desde sempre inexistente. A bicicleta-fantasma foi colocada no local dia 17/09/2017. 

## Em Fortaleza

### Adrian Menezes Duarte
No dia 25 de fevereiro de 2013, Adrian Menezes Duarte, de 5 anos, foi atropelado por uma van e faleceu. Como protesto, integrantes do grupo Massa Crítica instalaram uma bicicleta fantasma, da qual foi removida pela prefeitura, por alegar que não havia concedido autorização de uma intervenção no local.

### Vicente Veloso Neto (Xuxa)
Em 08 de fevereiro de 2016, Vicente Veloso Neto, conhecido como "Xuxa", foi atropelado por um ônibus, logo após desviar de um buraco na Avenida José Bastos. Xuxa tinha 67 anos e era conhecido por participar de vários grupos de que pedalam à noite em Fortaleza. Além de usada para atividades esportivas, a bicicleta era seu meio de locomoção. Uma semana depois do atropelamento, mais de mil ciclistas participaram de uma ato em sua homenagem e instalaram uma bicicleta-fantasma no local.

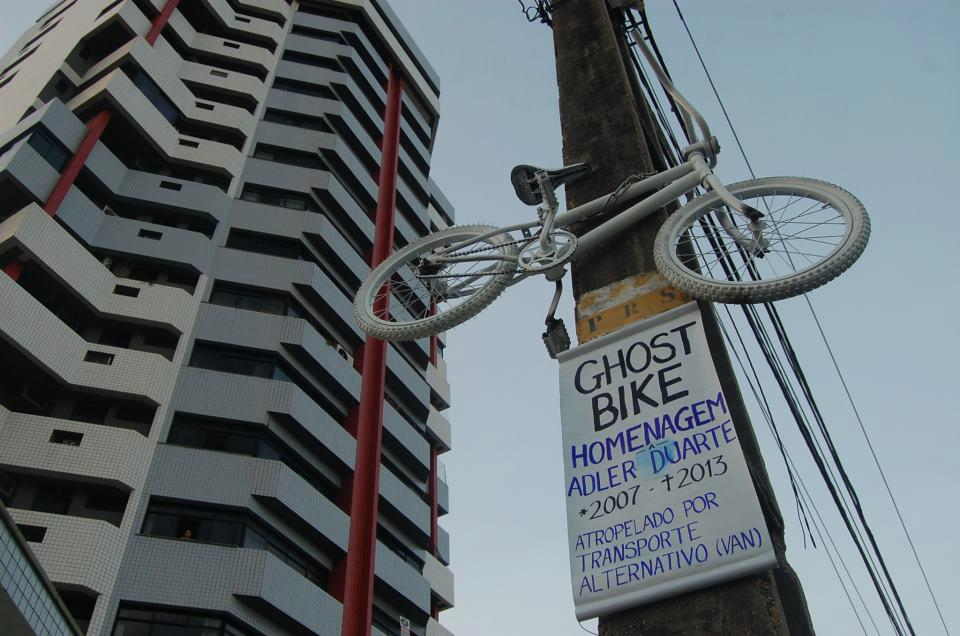
Bicicleta-fantasma localizada na avenida Santos Dumont.